# St. Jonsfjorden
St. Jonsfjorden – fiord położony w Ziemi Oskara II na zachodnim wybrzeżu Spitsbergenu, odnoga Forlandsundu o długości koło 21 kilometrów. Do fiordu uchodzi szereg lodowcówː od północy odpowiednio Gaffelbreen i Konowbreen, do zakończenia fiordu na północnym wschodzie wpadają łączące się Osbornebreen, Devikbreen i Vintervegen. Ponadto w rejonie fiordu występuje wiele lodowców kończących się na lądzie.